# نينا أنطونيا
نينا أنطونيا (بالإنجليزية: Nina Antonia)‏ هي صحفية بريطانية، ولدت في 1960.

## وصلات خارجية
- نينا أنطونيا على موقع ميوزك برينز (الإنجليزية)